# خورخه اوترو
خورخه اوترو (انگلیسی: Jorge Otero؛ زادهٔ ۲۸ ژانویهٔ ۱۹۶۹) بازیکن فوتبال اهل اسپانیا است.
از باشگاه‌هایی که در آن بازی کرده‌است می‌توان به والنسیا، سلتاویگو، رئال بتیس، الچه، اتلتیکو مادرید، و تیم ملی فوتبال اسپانیا اشاره کرد.
وی همچنین در تیم‌های ملی فوتبال Spain U21 Spain بازی کرده‌است.